# Mimosa irrigua
Mimosa irrigua är en ärtväxtart som beskrevs av Rupert Charles Barneby. Mimosa irrigua ingår i släktet mimosor, och familjen ärtväxter. Inga underarter finns listade i Catalogue of Life.